# Giovanna Marini

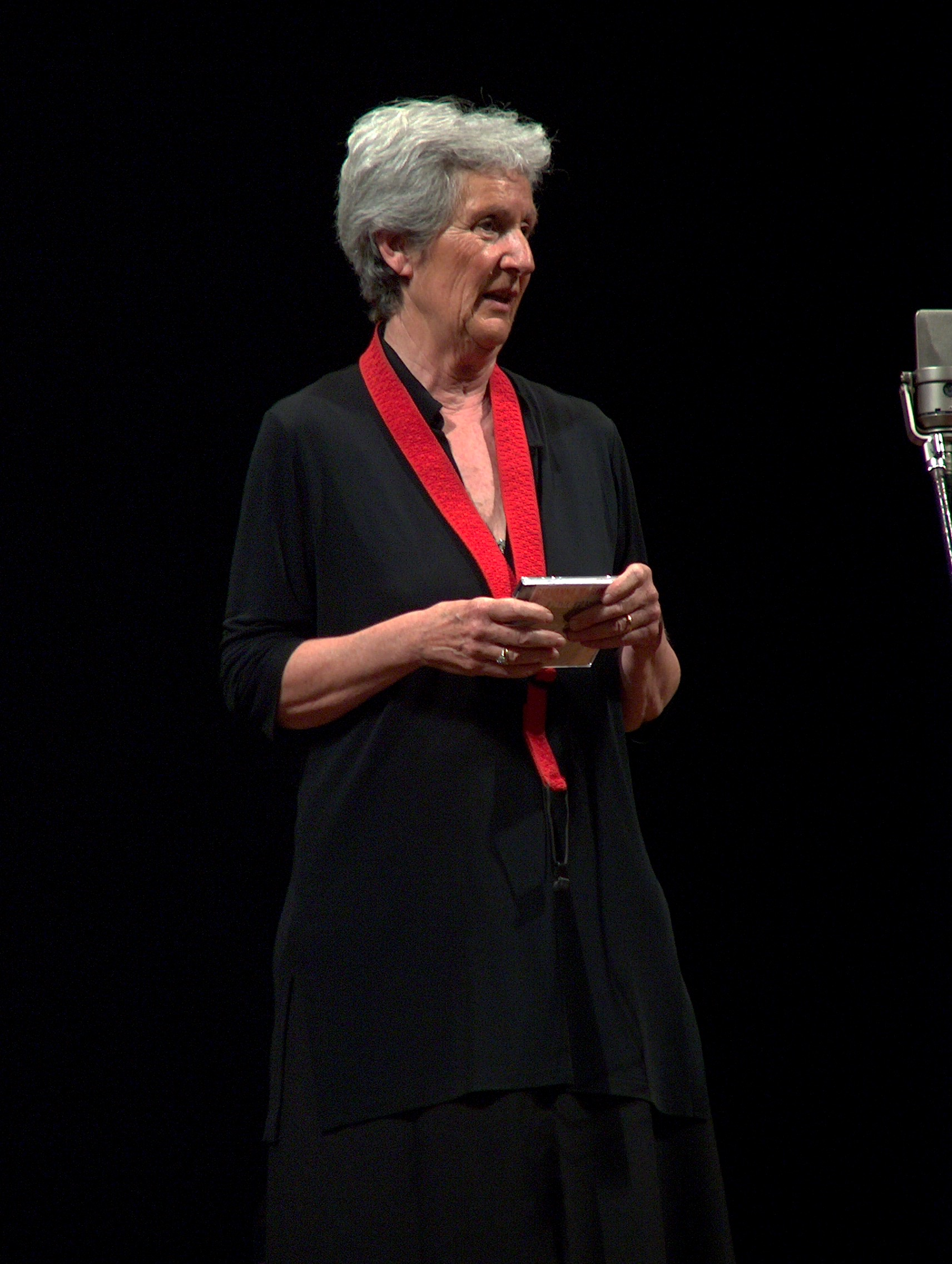
Giovanna Marini, 2003

Giovanna Marini (* 19. Januar 1937 in Rom; † 8. Mai 2024 ebenda) war eine italienische Cantautrice und Musikethnologin. Sie galt als eine der wichtigsten Interpretinnen und Forscherinnen im Bereich der traditionellen italienischen Volksmusik.

## Biografie
Giovanna Marini (standesamtliche Eintragung als Giovanna Salviucci in Marini) wurde 1937 in eine Musikerfamilie in Rom geboren. 1959 schloss sie das Studium der klassischen Gitarre am Konservatorium Conservatorio di Santa Cecilia in Rom ab und perfektionierte daraufhin ihr Können mit dem spanischen Gitarristen Andrés Segovia.
Um 1960 lernte sie den Filmemacher Pier Paolo Pasolini, den Schriftsteller Italo Calvino sowie die Musikwissenschaftler Roberto Leydi, Diego Carpitella und Alessandro Portelli kennen. Sie begann, sich mit der Tradition der Arbeiterlieder und der in ihnen festgehaltenen Sozialgeschichte auseinanderzusetzen und bereiste die ganze italienische Halbinsel, um Volkslieder in verschiedenen italienischen Dialekten und Regionalsprachen zu sammeln.
1962 gründete Giovanna Marini in Mailand mit Fausto Amodei, Gualtiero Bertelli, Gianni Bosio, Caterina Bueno, Giovanna Daffini, Ivan Della Mea, Roberto Leydi, Paolo Pietrangeli, Alessandro Portelli und den Ensembles Duo di Piadena sowie Pastori di Orgosolo das Ensemble Nuovo Canzoniere Italiano, dessen Ziel es war, die Tradition des italienischen Arbeiterlieds wiederzuentdecken und zu verbreiten. Vom sardischen Dichter Peppino Marotto lernte sie die Kunst der improvisierten Volkserzählung.
Giovanna Marini wurde eine der wichtigsten Mitarbeiterinnen des 1966 gegründeten Istituto Ernesto de Martino im toskanischen Ort Sesto Fiorentino nordwestlich von Florenz, das sich zur Aufgabe gemacht hatte, das Wissen über die Arbeiterkultur in Italien zu verbreiten. Sie zeichnete eine Vielzahl von ihr wiederentdeckter Volkslieder aus dem Gedächtnis mit Hilfe eines von ihr entwickelten Notensystems auf und katalogisierte sie.
1966 veranstaltete Dario Fo in Mailand das Volkslied-Festival Ci ragiono e canto, bei dem neben Giovanna Marini auch Rosa Balistreri, Caterina Bueno, Maria Teresa Bulciolu, Ciccio Busacca, Giovanna Daffini, Enzo Del Re, Ivan Della Mea und die Gruppen Padano di Piadena und Coro del Galletto di Gallura auftraten. Das Festival fand 1969 und 1973 noch zwei weitere Male statt.
Das Quartetto Vocale wurde 1976 gegründet, um von Giovanna Marini komponierte mehrstimmige Stücke, die sie bis dahin alleine zur Gitarre gesungen hatte, auch polyphon interpretieren zu können. Ursprünglich umfasste die Gruppe elf Mitwirkende. Zuletzt bestand das Ensemble aus Giovanna Marini, Patrizia Nasini (ab 1981), Patrizia Bovi (ab 1990) und Francesca Breschi. Für das Quartetto Vocale entstanden unter anderem die Kantaten Correvano coi carri (1977), Sibemolle (1998) und Cantata del secolo Breve (2000). Letztere war vom historischen Werk Eric Hobsbawms inspiriert und wurde 2001 im Théâtre de Vidy in Lausanne aufgeführt. Anlässlich des zweihundertjährigen Jubiläums der Französischen Revolution 1989 vertonte Giovanna Marini die Allgemeine Erklärung der Menschenrechte.
Ab 1989 unterrichtete sie angewandte Musikethnologie an der Scuola Popolare di Musica di Testaccio (SPMT) im römischen Viertel Testaccio. Von 1991 bis 2000 hatte sie einen Lehrstuhl für Musikethnologie an der Universität Paris VIII Vincennes-Saint Denis inne. Mit ihren Studierenden unternahm sie Studienreisen durch Italien, um mündlich überlieferte traditionelle Lieder anlässlich profaner und religiöser Feste zu transkribieren.
2002 wurde Giovanna Marini durch das gut verkaufte Album Il fischio del vapore, auf dem sie zusammen mit dem italienischen Liedermacher Francesco De Gregori italienische Volkslieder sang, auch einem breiten Publikum bekannt. 2004 vertonte sie Oscar Wildes Ballade vom Zuchthaus in Reading und De Profundis. 2005 schrieb sie für das Festival Angelica di Musica Contemporanea die Musik zu Pier Paolo Pasolinis Gedichten aus dem Band Le ceneri di Gramsci (1957).

## Werke

### Balladen
- 1965: Vi parlo dell’America.
- 1967: Chiesa Chiesa.
- 1968: Viva Voltaire e Montesquieu.
- 1968: Lunga vita allo spettacolo.
- 1969: La Vivazione.
- 1970: La Nave.
- 1970: La Creatora.
- 1973: I treni per Reggio Calabria.
- 1974: L’eroe.

### Oratorien, Opern und symphonische Gedichte
- 1973: Fare Musica. Oratorium für Instrumente, Chor und Solisten.
- 1976: Correvano coi carri. Oratorium für elf Stimmen und Gitarre.
- 1979: La grande madre impazzita. Oratorium für Instrumente mit Schlagzeug und fünf Solostimmen.
- 1980: Cantate de tous les jours per quartetto vocale.
- 1981: Che dirà la gente che si bacia nei caffè.
- 1982: Le cadeau de l’empereur. Oper für Instrumente, Solostimmen und Chor der SPMT.
- 1984: Pour Pier Paolo. Fünf Gedichte von P. P. Pasolini für fünf Stimmen und fünf Instrumente.
- 1986: Requiem. Cantata delle cinque stanze. Oratorium für zwei Chöre, Solostimmen und Instrumente.
- 1989: La déclaration des Droits de l’homme. Für Chor, Solostimmen und Instrumente.
- 1990: Cantata profana per quartetto vocale.
- 1992: Spesso il male di vivere ho incontrato. Text: Eugenio Montale. Für Chor und zwei Solostimmen.
- 1992: Les Naufragés de l’Olympe. Komische Oper für drei Solisten und Instrumentalgruppe.
- 1993: Regrets de Rome. Text: Joaquim Du Bellay. Für Chor und Solobariton.
- 1993: La vita sopra e sotto i mille metri. Für Vokalquartett.
- 1994: La bague magique. Komische Oper für Chor, Solostimmen und Violoncello auf der Basis des Texts von Carlo Goldoni. Libretto von Valeria Tasca und Giovanna Marini.
- 1995: Partenze, vent’anni dalla morte di Pier Paolo Pasolini. Kantate für Vokalquartett.
- 1996: Vita Nova di Dante. von Lulu Menasse.
- 1997: Concerto per Leopardi. (Coro dei morti, Canto notturno del pastore errante per l’Asia und Ultimo canto a Saffo). Für Chor und Streicherquartett.
- 1998: Napoli per voi Kleines symphonisches Gedicht zu 50 Minuten für Vokalquartett.
- 1998: Sibemolle. Kantate für Vokalquartett.
- 1999: Ustica. Für Vokalquartett („Gesang für Ustica“), von Marco Paolini, Auftragsarbeit des Verbands der Familienangehörigen der Opfer von Ustica.
- 2000: La Cantata del secolo breve. Für Vokalquartett.
- 2004: La torre di Babele. Für Vokalquartett.

### Arbeiten für das Theater
- 1979: Nora Helmer Text: R. Lerici, Regie: Carlo Quartucci
- 1980: Robinson Crusoe Text: R. Lerici, Regie: Carlo Quartucci
- 1981: I due sergenti, Regie: Attilio Corsini
- 1981: La pulce di Feydau, Regie: Attilio Corsini
- 1982: Casanova, Regie: Attilio Corsini
- 1982: Pantalone, Regie: Attilio Corsini
- 1983: Funerale Text: R. Lerici, Regie: Carlo Quartucci
- 1984: Il bacio della donna ragno, Regie: Marco Mattolini
- 1984: Gesualdo Choreographie: Anne-Marie Reynaud
- 1985: Bent
- 1985: Drama, Choreographie: Anne-Marie Reynaud.
- 1986: On ne badine pas avec l’amour di Alfred de Musset, Regie: Viviane Théophilides
- 1987: L’école des femmes (von Molière), Regie: Marco Mattolini
- 1988: Troyennes d’Euripide, Regie: Thierry Salmon
- 1991: L’assemblée des femmes von Aristophanes, Regie: Michel Voita
- 1994: Antigone di Sofocle, Regie: Hansgünther Heyme
- 1995: I turcs tal Friul von Pier Paolo Pasolini, Regie: Elio De Capitani
- 1996: Oresteia di Eschilo, Regie: Franz Marjinen
- 1997: Elektra di Sofocle, Regie: Hansgünther Heyme
- 1997: Il sogno di una notte di Mezza Estate von William Shakespeare, Regie: Elio De Capitani
- 1998: Ion di Euripide, Regie: Hansguenther Heyme
- 1998: Journal d’Eve von Dario Fo, Regie: Christine Leboutte
- 1999: Blanche-Neige von Robert Walser, Regie: Rudolph Straub.
- 1999: Coefore di Eschilo nach Aischylos und P. P. Pasolini, Regie: Elio De Capitani.
- 1999: Animarrovescio, Choreographie: Adriana Borriello
- 2000: Antigone di Sofocle, Regie: Patrice Kerbrat
- 2000: Théorème von P. P. Pasolini. Regie: Christine Leboutte.
- 2000: Eumenidi di Eschilo nach Aischylos und P. P. Pasolini, Regie: Elio De Capitani.
- 2002: Villarosa Text: Enzo Alaimo
- 2003: Woyzec, Regie: Giancarlo Cobelli
- 2004: La ballata del carcere di Reading von Oscar Wilde
- 2004: De profundis von Oscar Wilde

### Musik für Filme
- 1962: Matrimonio degli alberi (Folco Quilici und Carlo Alberto Pinelli).
- 1967: Lettera aperta a un giornale della sera (Citto Maselli).
- 1972: Il sospetto (Citto Maselli).
- 1972: Terminal (Paolo Breccia).
- 1975: I tre operai (Citto Maselli).
- 1977: Porci con le ali (Paolo Pietrangeli).
- 1980: Il mistero del Morca (Marco Mattolini).
- 1981: I giorni cantati (Paolo Pietrangeli).
- 1982: Caffé express (Nanni Loy).
- 1982: La giornata di Chiara Brenna (P. Pelloni).
- 1985: Storia d’amore (Citto Maselli).
- 1985: La montagna (Carlo Alberto Pinelli).
- 1986: Teresa Raquin (Gian Carlo Cobelli).
- 1986: Avventura di un fotografo (Citto Maselli).
- 1988: Codice privato (Citto Maselli).
- 1988: Il Tevere (Citto Maselli).
- 1988: Cortili di Roma.
- 1989: Il segreto (Citto Maselli).
- 1991: L’alba (Citto Maselli).
- 1995: Prigionieri della guerra (Yervant Gianikian und Angela Ricci Lucchi).
- 1995: La fabrique du corps humain (Marc Hureau).
- 1995: Lacerazioni (Wolfgango De Biasi und Andrea Felici).
- 1996: Demolizione (Citto Maselli).
- 1998: Su tutte le vette è pace (Yervant Gianikian und Angela Ricci-Lucchi).
- 1998: Cronache del Terzo Millenio (Citto Maselli).
- 2000: L’India (Giannikian Lucchi-Ricci).

## Diskografie
LPs
- Lu Picurare
- La disispirata
- Bella Ciao
- Ci ragiono e canto
- Vi parlo dell’America
- Chiesa Chiesa
- Lunga vita allo spettacolo e Viva Voltaire e Montesquieu
- La Nave e La Creatora
- La Vivazione dischi
- Controcanale 70
- L’eroe
- I treni per Reggio Calabria
- La grande madre impazzita
- Correvano coi carri
- Cantate de tous les jours
- Le cadeau de l’empereur
- Pour Pier Paolo
- Requiem

CDs
- Giovanna Marini
- Troyennes
- Cantate profane.
- La vie au-dessus et au dessous de mille mètres
- Départs
- Oresteia
- Musiche di scena
- Sibemolle
- Requiem
- Le chant de la terre (Quartetto Giovanna Marini und Micrologus, Opus 111)
- Fogli volanti (Arbeiterkampflieder, von Giovanna Marini gesammelt und für Kapelle und Chor arrangiert)
- Il fischio del vapore (Francesco De Gregori e Giovanna Marini)
- Buongiorno e buonasera
- Passioni
- Antologia – Giovanna Marini
- La ballata del carcere di Reading di Oscar Wilde (mit Umberto Orsini und Giovanna Marini)

## Gedruckte Publikationen
- Italia quanto sei lunga. Mazzotta, Mailand 1974.
- Modi Urbani e modi contadini. 1976, Eigenverlag.
- La grande madre impazzita. Napoleone, Rom 1979.
- Cantata Profana. Sapere 2000, 1990.
- Modi di tradizione orale. Arpège, Paris 1997.
- Concerto per Giacomo Leopardi. Ed. Mus. Ut Orpheus, Bologna 1998.
- Sibemolle., 1999, Eigenverlag.
- Il canto della terra. mit Opus 111, Paris 1999.
- Una mattina mi son svegliata. Rizzoli 2004.

## Belege
1. ↑  Morta Giovanna Marini, voce della canzone popolare italiana. In: Repubblica.it. 8. Mai 2024, abgerufen am 8. Mai 2024 (italienisch).
2. ↑  Ignazio Macchiarella: Giovanna Salviucci Marini. In: Enciclopedia delle donne. 2024, abgerufen am 9. Mai 2024 (italienisch).

| Personendaten    | Personendaten                                                  |
| ---------------- | -------------------------------------------------------------- |
| NAME             | Marini, Giovanna                                               |
| KURZBESCHREIBUNG | italienische Cantautrice (Liederdichterin) und Musikethnologin |
| GEBURTSDATUM     | 19. Januar 1937                                                |
| GEBURTSORT       | Rom                                                            |
| STERBEDATUM      | 8. Mai 2024                                                    |
| STERBEORT        | Rom                                                            |